# Agustín Díaz
Agustín Díaz (Villa Carlos Paz, 5 maggio 1988) è un calciatore argentino, centrocampista svincolato.

## Caratteristiche tecniche
È un centrocampista difensivo.

## Carriera
Nel 2022 viene acquistato dal Fasano, squadra pugliese militante in Serie D.